# Lauren Williams (Taekwondoin)
Lauren Williams (* 25. Februar 1999 in Blackwood) ist eine britische Taekwondoin aus Wales. Sie startet in der Gewichtsklasse bis 67 Kilogramm.

## Erfolge
Lauren Williams begann zunächst mit dem Kickboxen, wechselte dann aber zum Taekwondo, nachdem sie Jade Jones bei den Olympischen Spielen 2012 zugesehen hatte. Bereits 2014 gewann sie in ihrer Gewichtsklasse die Weltmeisterschaften bei den Juniorinnen. Zwei Jahre darauf gewann sie in der Gewichtsklasse bis 67 Kilogramm bei den Erwachsenen die Goldmedaille bei den Europameisterschaften in Montreux. Diesen Titel verteidigte sie 2018 in Kasan, während sie sich 2021 in Sofia im Finale Matea Jelić geschlagen geben musste und die Silbermedaille gewann.
Bei den ebenfalls 2021 ausgetragenen Olympischen Spielen 2020 in Tokio besiegte Williams in der Gewichtsklasse bis 67 Kilogramm nach zwei Siegen im Halbfinale mit 24:18 auch Ruth Gbagbi und zog ins Finalduell gegen Matea Jelić ein. Mit 22:25 unterlag sie Jelić abermals und erhielt eine weitere Silbermedaille.